# Cartier Diamond Dagger
De Cartier Diamond Dagger is een oeuvreprijs die jaarlijks wordt toegekend door Britse auteursvereniging Crime Writers' Association aan auteurs voor hun uitmuntende bijdrage aan het thrillergenre gedurende hun gehele schrijversloopbaan.

## Winnaars
- 2013: Lee Child
- 2012: Frederick Forsyth
- 2011 - Lindsey Davis
- 2010 - Val McDermid
- 2009 - Andrew Taylor
- 2008 - Sue Grafton
- 2007 - John Harvey
- 2006 - Elmore Leonard
- 2005 - Ian Rankin

- 2004 - Lawrence Block
- 2003 - Robert Barnard
- 2002 - Sara Paretsky
- 2001 - Lionel Davidson
- 2000 - Peter Lovesey
- 1999 - Margaret Yorke
- 1998 - Ed McBain
- 1997 - Colin Dexter
- 1996 - H. R. F. Keating

- 1995 - Reginald Hill
- 1994 - Michael Gilbert
- 1993 - Ellis Peters
- 1992 - Leslie Charteris
- 1991 - Ruth Rendell
- 1990 - Julian Symons
- 1989 - Dick Francis
- 1988 - John le Carré
- 1987 - P. D. James
- 1986 - Eric Ambler